# Sredanci
Sredanci je mjesto u Brodsko-posavskoj županiji. Ima 268 stanovnika, i dio je općine Donji Andrijevci. Sredanci su poznati po tome što se tamo križaju autoceste A3 i A5.

## Stanovništvo
Prema popisu stanovništva iz 2011. godine Sredanci su imali 322 stanovnika. 
| broj stanovnika | 278   | 415   | 400   | 436   | 483   | 535   | 435   | 495   | 529   | 539   | 497   | 452   | 418   | 381   | 378   | 322   | 268   |
|                 | 1857. | 1869. | 1880. | 1890. | 1900. | 1910. | 1921. | 1931. | 1948. | 1953. | 1961. | 1971. | 1981. | 1991. | 2001. | 2011. | 2021. |

## Šport
- NK Šokadija Sredanci

NK "Šokadija" Sredanci osnovana je 1927. godine, pod imenom "Sloga". Prvi predsjednik je bio Josip Samardžić, a blagajnik Zdenko Fuks.Prva službena utakmica odigrana je protiv Garčina i završila je rezultatom 1:1.
Klub 1928. god. mijenja ime u "Concordiju", a od 1930. god. pa sve do danas nosi ime "Šokadija".